# فينغ ويه
فينغ ويه (باليابانية: 馮威، بالروماجي: Fen Wei)، تربى كتلميذ عند مدرب كيمبو صيني الذي كان ماهراً جداً ويعرف باسم شينكين (神拳). في العشرين من عمره، كان فينغ أفضل تلميذ عرفته مدرسته. عندما وبخه مدربه بسبب قتاله خارج الدوجو، قام فينغ بقتله. والآن يبحث فينغ عن لفافة قبضة الإله التي سرقت من قبل عائلة ميشيما، وشارك في بطولة ملك القبضة الحديدية الخامسة من أجل ذلك. أسكا كازاما وليه وولونغ لديهما صلة مع مقاتل الكينبو القاسي عديم الرحمة. قام فينغ بقتال والد أسكا وأصابه بشدة ودمر الدوجو التي يملكها أثناء بحثه عن اللفافة. يحاول ليه القبض على فينغ بسبب أعماله المشابهة في الصين. على الرغم من نجاحه في الحصول على لفافة قبضة الإله الثمينة من ميشيما زايباتسو خلال البطولة الخامسة، إلا أن مجرد ماكتب في اللفافة «مدمر كل الأساليب، الأسلوب الوحيد الأقوى، إنها تفوق قوة إله التنانين، التي تفوق قوة كل البشر». مصعوقاً بسبب النتيجة، استلم فينغ معلومات عن بطولة ملك القبضة الحديدية 6، والآن في بحثه عن معلومات جديدة، اتجه فينغ مرة أخرى إلى اليابان.

## وصلات خارجية
- تيكن ويكي
- تيكنبيديا الإنجليزية نسخة محفوظة 3 نوفمبر 2013 على موقع واي باك مشين.